# Мухоловка болотяна
Мухоло́вка болотяна (Muscicapa aquatica) — вид горобцеподібних птахів родини мухоловкових (Muscicapidae). Мешкає в Африці на південь від Сахари.

## Опис

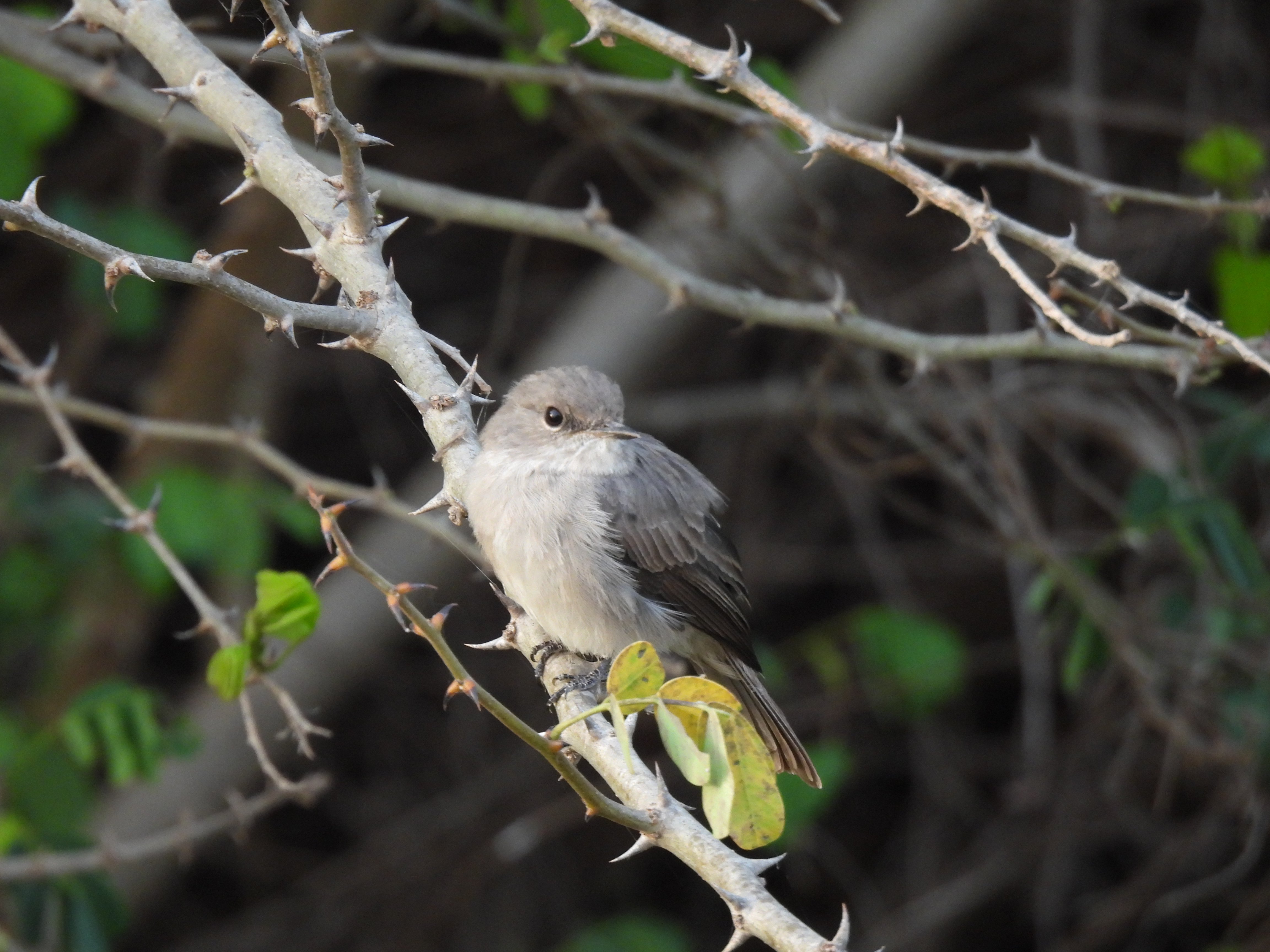
Болотяна мухоловка

Довжина птаха становить 13 см, вага 10-12,5 г. Забарвлення переважно коричневе, нижня частина тіла біла. На грудях коричнева смуга, більш контрастно виражена у східних популяцій.

## Підвиди
Виділяють чотири підвиди:
- M. a. aquatica Heuglin, 1864 — від південної Мавританії, Сенегалу і Гамбії до заходу Південного Судану і півночі ДР Конго;
- M. a. infulata Hartlaub, 1881 — від сходу Південного Судану, північного сходу ДР Конго і Уганди до північно-східної Замбії і північно-західної Танзанії;
- M. a. lualabae (Chapin, 1932) — південний схід ДР Конго (долина річки Луалаба[en]);
- M. a. grimwoodi Chapin, 1952 — південна Замбія.

## Поширення і екологія
Болотяні мухоловки мешкають в Мавританії, Сенегалі, Гамбії, Гвінеї-Бісау, Гвінеї, Малі, Кот-д'Івуарі, Буркіна-Фасо, Гані, Того, Беніні, Нігерії, Камеруні, Чаді, ЦАР, ДР Конго, Південному Судані, Кенії, Танзанії, Уганді, Руанді, Бурунді і Замбії. Вони живуть в очеретяних і папірусових заростях на болотах, на берегах річок і озер.